# Imad ad-Din Abd ar-Rahman
Imad ad-Din Abd ar-Rahman (arab. عماد الدين عبد الرحمن) – egipski zapaśnik walczący w stylu klasycznym. Złoty medalista igrzysk afrykańskich w 1987 i 1991. Mistrz Afryki w 1986; wicemistrz w 1984 i 1985, a trzeci w 1988 roku.